# Nikolaj Jakovlevič Mjaskovskij
Nikolaj Jakovlevič Mjaskovskij (rusky Николай Яковлевич Мясковский; 8.jul./ 20. dubna 1881greg., Modlin, dnes Nowy Dwór Mazowiecki v Polsku – 8. srpna 1950, Moskva) byl ruský sovětský hudební skladatel a kritik.

## Život
Pocházel z vojenské rodiny. Otec byl zaměstnán v modlinské vojenské pevnosti. Matka mu brzy zemřela a vychovávala jej otcova sestra. Od dětství hrál na klavír a na housle, ale v duchu rodinné tradice začal studovat na vojensko-inženýrské škole. Jako student vyslechl Patetickou symfonii Petra Iljiče Čajkovského, která v něm zanechala takový dojem, že se rozhodl, že bude hudebním skladatelem. Souběžně s vojenským studiem se snažil získat i hudební vzdělání. Studoval u Reingolda Moriceviče Gliera v Moskvě a Ivana Ivanoviče Kryžanovského v Petrohrad]ě. Již jako vojenský inženýr vstoupil na Petrohradskou konzervatoř, kde byli jeho učiteli Anatiolij Konstantinovič Ljadov a Nikolaj Rimskij-Korsakov. Absolvoval v roce 1911 a již v té době kromě skladatelské činnosti začal psát i kritiky pro moskevský časopis Музыка.
Hned na počátku 1. světové války byl povolán na frontu v hodnosti důstojníka ženijního vojska. V roce 1916 byl těžce zraněn a po propuštění z nemocnice byl odvelen na stavbu pevnosti v Revelu (dnes Tallinn, hlavní město Estonska). Tam se nadchl pro ideje bolševické revoluce a v době občanské války přešel na stranu Rudé armády. Jeho otec tyto ideje nesdílel a v průběhu občanské války padl na Ukrajině. Památce svého otce věnoval skladatel svou Šestou symfonii (1923). Po demobilizaci v roce 1921 se stal profesorem skladby na Moskevské konzervatoři.
V letech 1925–1927 skladatel experimentoval s moderními skladebnými technikami. Jeho Sedmá symfonie vychází z ruského Romantismus (hudba)romantismu, ale je ovlivněna francouzským impresionismem Claude Debussyho. V 8. symfonii pak používá atonalitu v duchu Druhé vídeňské školy a kombinuje ji s prvky baškirského folklóru. V této době také ztratil mnoho času v boji s fanatiky z Ruské asociace proletářských hudebníků, kteří považovali masovou píseň za jedinou možnou hudební formu v Sovětském Svazu. Pod tímto tlakem se také ve třicátých letech poněkud změnil jeho skladebný styl. Začínají převládat durové tóniny a zjednodušuje se polyfonie.
Na začátku 2. světové války byl Mjaskovskij evakuován na Kavkaz. Zde vytvořil 3 vlastenecké symfonie (22.–23.), při čemž použil i motivů místního folklóru. Kromě těchto symfonií a komorní hudby zkomponoval i několik pochodů, které považoval za svůj vklad v boji proti nacistickému vpádu.
Po válce sice obdržel titul Národní umělec SSSR, ale navzdory tomu byl zařazen na seznam tzv. formalistů. Jeho hudba byla označena za pochmurnou a nedostatečně optimistickou a téměř zcela se přestala jeho díla v SSSR provádět. Jeho lyricko-nostalgická 25. symfonie byla charakterizována jako filosofické nesmysly, cizí pracujícímu lidu. Kantáta Kreml v noci pak sklidila příval kritiky za to, že dvojsmyslný text představuje Stalina jako orientálního despotu.
V té době projevil Mjaskovskij mimořádnou odvahu. Ve třicátých letech byl k režimu zcela loajální a protestoval jen zřídka (např. proti uvěznění hudebního skladatele Nikolaje Sergejeviče Žiljajeva). V roce 1948 se veřejně zastal svých kolegů Sergeje Prokofjeva, Dmitrije Šostakoviče a Arama Chačaturjana a na zasedání Svazu skladatelů označil „Usnesení k boji proti formalizmu“ (tzv. Ždanovovy teze) za hysterické.
Poslední dva roky svého života prožil na venkovském sídle u Nikolinské Hory, kde pořádal celoživotní dílo a pracoval na své poslední, 27. symfonii. Zemřel na rakovinu v roce 1950. Je pohřben na Novoděvičim hřbitově v Moskvě.

## Ocenění
Za svou skladatelskou a pedagogickou práci byl přes všechny spory mnohokrát odměněn nejvyššími státními vyznamenáními:
- Stalinova cena prvního stupně (za 21. symfonii, 1941)
- Stalinova cena prvního stupně (za Smyčcový kvartet č. 9, 1946)
- Národní umělec SSSR (1946)
- Stalinova cena prvního stupně (za Koncert pro violoncello a orchestr, 1946)
- Stalinova cena druhého stupně (za sonátu pro violoncello a klavír, 1950)
- Stalinova cena prvního stupně (za 27. symfonii a Smyčcový kvartet č. 13, 1951)
- Leninův řád

## Dílo

### Orchestrální skladby
- Symfonie č. 1, c-moll, 1908
- Молчание, симфоническая притча (Mlčení, symfonické podobenství, 1910)
- Symfonietta A-dur, 1910
- Symfonie č. 2, cis-moll, 1911
- Аластор,(Alastor, symfonická báseň, 1912)
- Symfonie č. 3, a-moll, 1914
- Symfonie č. 4, e-moll, 1918
- Symfonie č. 5, D-dur, 1918
- Symfonie č. 6, es-moll, 1923
- Symfonie č. 7, h-moll, 1922
- Symfonie č. 8, A-dur, 1925
- Symfonie č. 9, e-moll, 1927
- Symfonie č. 10, f-moll, 1927
- Serenáda Es-dur, 1929
- Symfonietta h-moll, 1929
- Lyrické koncertino č. 1, G-dur, 1929
- 2 vojenské pochody pro dechový orchestr, 1930
- Symfonie č. 11, b-moll, 1932
- Symfonie č. 12, g-moll, 1932
- Symfonie č. 13, b-moll, 1933
- Symfonie č. 14, C-dur, 1933
- Symfonie č. 15, d-moll, 1935
- Symfonie č. 16, F-dur, 1936
- Symfonie č. 17, gis-moll, 1937
- Symfonie č. 18, C-dur, 1937
- Koncert pro housle a orchestr d-moll, 1938
- Symfonie č. 19 Es-dur pro dechový orchestr, 1939
- Blahopřejná předehra C-dur, 1939
- Symfonie č. 20, E-dur, 1940
- Symfonie č. 21, fis-moll, 1940
- 2 pochody pro dechový orchestr, 1941
- Symfonie č. 22 (Symfonická balada), h-moll, 1941
- Symfonie-suita č. 23 na motivy kabardských a balkarských písní, a-moll, 1941
- Dramatická předehra, 1942
- Symfonie č. 24, f-moll, 1943
- Звенья, (Kruhy, 1944)
- Koncert pro violoncello a orchestr c-moll, 1944
- Symfonietta č. 2 pro smyčcový orchestr a-moll, 1946
- Symfonie č. 25, Des-dur, 1946
- Slovanská rapsódie, 1946
- Pathetická ouvertura c-moll (ke 30. výročí sovětské armády), 1947
- Symfonie č. 26 (na ruské téma), C-dur, 1948
- Divertimento Es-dur, 1948
- Symfonie č. 27, c-moll, 1949

### Klavírní skladby
- Sonáta č. 1 d-moll 1907–1909
- Sonáta č. 2 fis-moll, 1912
- Sonáta č. 3 C-dur, 1920
- Črty, 1927
- Sonáta č. 4 C-dur, 1925
- Воспоминания (Vzpomínky, 1927)
- Пожелтевшие страницы (Zažloutlé stránky, 1928)
- 10 velmi lehkých skladeb, 1938
- 4 lehké polyfonní skladby, 1938
- Snadné variace, lyrická suita D-dur, 1937
- Sonatina e-moll, 1942
- Песня и рапсодия h-moll (Píseň a rapsódie, 1942)
- Sonáta č. 5, 1944
- Sonáta č. 6, 1944
- Стилизации, (Stylizace, 9 skladeb ve formě starých tansů, 1946)
- Из прошлого (Z minulosti, 6 improvizací, 1946)
- Polyfonní črty ve dvou sešitech, 1947
- Sonáta č. 7, 1949
- Sonáta č. 8, 1949
- Sonáta č. 9, 1949

### Komorní skladby
- Sonáta pro violoncello a klavír D-dur, 1911
- Smyčcový kvartet č. 1, a-moll, 1930
- Smyčcový kvartet č. 2, c-moll, 1930
- Smyčcový kvartet č. 3, d-moll, 1930
- Smyčcový kvartet č. 4, f-moll, 1937
- Smyčcový kvartet č. 5, e-moll, 1939
- Smyčcový kvartet č. 6, g-moll, 1940
- Smyčcový kvartet č. 7, F-dur, 1941
- Smyčcový kvartet č. 8, fis-moll, 1942
- Smyčcový kvartet č. 9, d-moll, 1943
- Smyčcový kvartet č. 10, F-dur, 1945
- Smyčcový kvartet č. 11, es-moll, Воспоминания (Vzpomínky), 1945
- Houslová sonáta F-dur, 1947
- Smyčcový kvartet č. 12, G-dur, 1947
- Sonáta č. 2 pro violoncello a klavír, a-moll, 1949
- Smyčcový kvartet č. 13, a-moll, 1949

### Písně
- Размышления (Rozjímání, 7 básní E. Baratinského, 1907)
- Из юношеских лет (Z jinošských let, 12 romancí na slova Konstantina Balmonta, 1906)
- На грани (Na pokraji, 18 romancí na slova Zinaidy Nikolajevny Gippius, 1908)
- Из З. Гиппиус (3 písně na slova Zinaidy Nikolajevny Gippius, 1908)
- Мадригал, (Madrigal, suita pro hlas na slova Konstantina Balmonta, 1909)
- Три наброска (Tři črty na slova Vjačeslava Ivanova, 1908)
- Предчувствия (Předtuchy, 6 črt na slova Zinaidy Nikolajevny Gippius, 1914)
- 6 básní Alexandra A. Bloka, 1921
- На склоне дня (Na sklonku dne, slova Fjodor Ivanovič Ťutčev, 1922)
- Венок поблекший (Věnec blednoucí, slova Anton Antonovič Delvig, 1925)
- Песня у станка (Píseň u stroje, slova Lev Aleksandrovič Bezymenskij, 1930)
- 12 романсов (12 romancí na slova Michaila Jurjeviče Lermontova, 1936)
- Три наброска (Tři črty, slova Stěpan Petrovič Ščipačov a Lev Mojsejevič Kvitko, 1938
- Жить стало лучше (Žije se lépe, slova Vasilij Ivanovič Lebeděv-Kumač, 1936)
- Четыре песни полярников (4 písně polárníků, 1939)
- Из лирики Степана Щипачева (Z lyriky Stěpana Ščipačova, 1940)
- Тетрадь лирики, (Lyrický sešit, slova Moses Mendelssohn, 1946)
- За многие годы (Za dlouhá léta, sborník romancí a písní na slova různých autorů, 1950)

### Sbory
- Tři písně sovětských letců, sbor, 1931
- Ленинская (Leninská, sbor, slova Aleksej Aleksandrovič Surkov, 1932)
- Песня о Карле Марксе (Píseň o Karlu Marxovi, sbor для хора с фортепиано на слова С. Кирсанова Вокал 1932
- Tři vojenské-komsomolské písně, 1934
- Слава советским пилотам (Sláva sovětským letcům, 1934)
- Pochodová píseň (slova Michail Vasiljevič Isakovskij, 1941
- Киров с нами, (Kirov s Námi, kantáta, text Nikolaj Semjonovič Tichonov, 1942)
- 2 masové písně, 1941
- Кремль ночью, (Kreml v noci, kantáta, text Sergej Aleksandrovič Vasiljev, 1947)